# Vungakoto Lilo

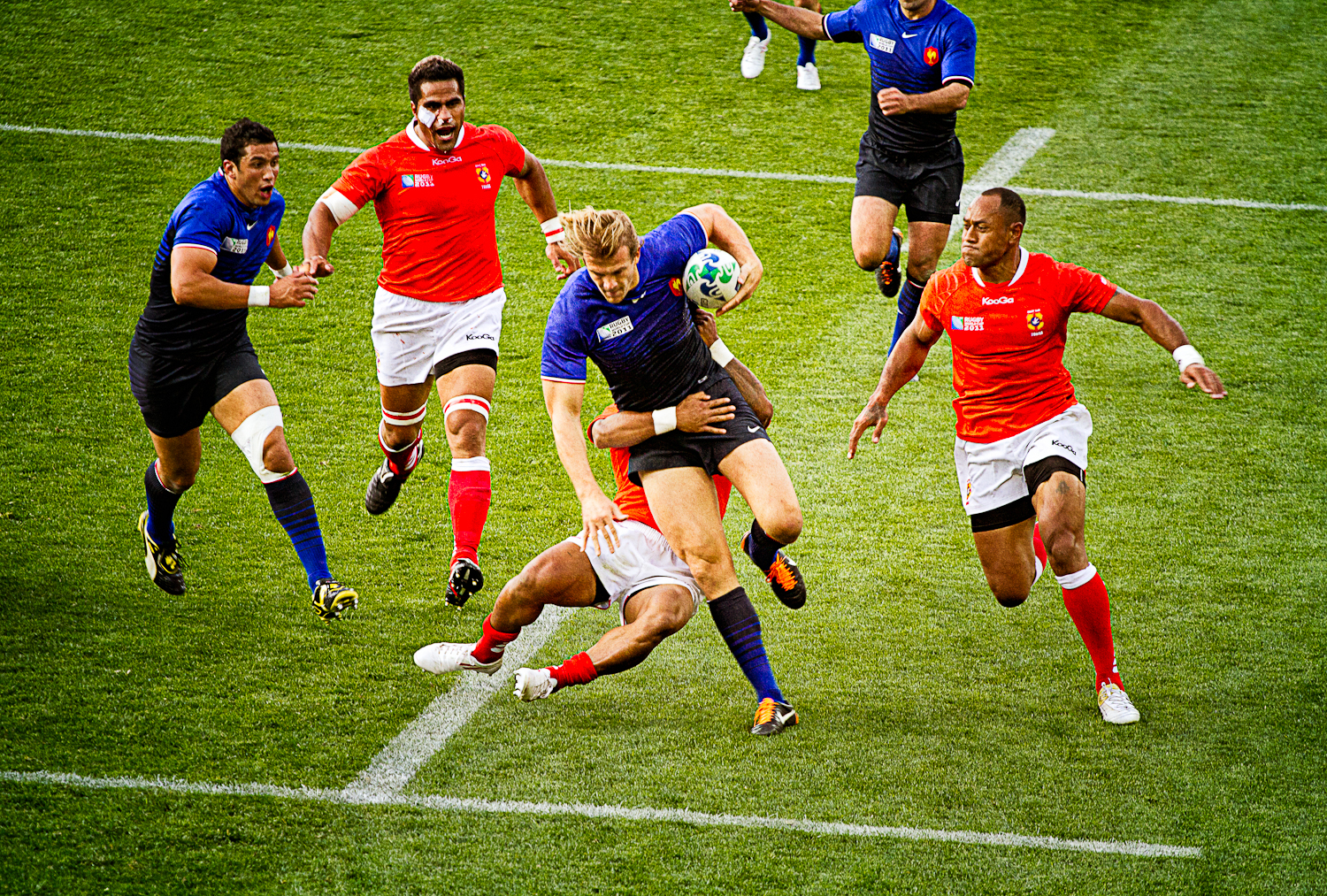
Lilo (po prawej) w meczu Pucharu Świata z Francją (2011)

Vungakoto „Vunga” Lilo (wym. [vuŋaˈkoto ˈlilo], ur. 28 lutego 1983 r. w Koulo na wyspie Lifuka) – tongijski rugbysta występujący na pozycji skrzydłowego lub obrońcy. Reprezentant kraju w obu odmianach rugby, trzykrotny uczestnik pucharu świata w rugby union i jednokrotny igrzysk Wspólnoty Narodów.

## Młodość
Lilo urodził się w wiosce Koulo na Lifuce, głównej wyspie archipelagu Haʻapai. Jak niemal cała miejscowa młodzież, Vunga wolny czas spędzał między innymi na grze przypominającej touch rugby – bezkontaktową odmianę rugby. Z czasem rozpoczął treningi w miejscowym klubie, jednak jego kariera sportowa na dobre rozpoczęła się, kiedy wraz z zespołem pojechał na turniej na stołeczną wyspę Tongatapu. W 2004 roku trafił do klubu rugby league z Fanga ʻo Pilolevu, przedmieść Nukuʻalofy. W 2006 roku Vungakoto zmienił dyscyplinę i rozpoczął treningi rugby union. Jego ostatnim klubem na Tonga była Fanga Rugby Club.

## Kariera klubowa
W listopadzie 2007 roku, po zakończeniu Pucharu Świata we Francji, Tongijczyk został zakontraktowany przez Cornish Pirates, drużynę z angielskiego Penzance. W barwach zespołu z Kornwalii w sezonie 2007/2008 wystąpił w 13 meczach National Division One (drugiej klasy rozgrywkowej w Anglii), w których zdobył 35 punktów. Po roku przeniósł się do Bristolu, gdzie jednak nie zdołał wywalczyć sobie miejsca w składzie. W trakcie rocznego pobytu w drużynie, rozegrał zaledwie osiem spotkań, z czego tylko trzy w lidze.
Wobec tego w maju 2009 roku ogłoszono transfer Lilo do francuskiego klubu Union Bordeaux Bègles, który rywalizował wówczas w Pro D2, drugiej klasie rozgrywkowej we Francji. Komplikacje związane z uzyskaniem francuskiej wizy sprawiły, że ostatecznie do przenosin doszło dopiero pod koniec sierpnia. W sezonie 2010/2011 zespół UBB zajął w lidze piąte miejsce, które dało awans do fazy play-off. W niej gracze z Bordeaux dotarli do finału, gdzie pokonali SC Albi i w końcowym rozrachunku awansowali do Top 14. W najwyższej klasie rozgrywkowej Tongijczyk nie potrafił jednak utrzymać miejsca w wyjściowej piętnastce – wystąpił zaledwie w 11 meczach ligowych i czterech spotkaniach w ramach European Challenge Cup. W związku z tym już w lutym 2012 roku poinformowano, że klub nie przedłuży wygasającej umowy z reprezentantem Tonga.
W czerwcu 2012 roku ogłoszono, że Lilo podpisał kontrakt z drużyną występującą w Pro D2, Tarbes Pyrénées rugby. W swoim pierwszym sezonie w barwach zespołu z Tarbes Vunga zdobył imponujące 15 przyłożeń w 27 spotkaniach – był to drugi, po Florianie Denosie, wynik w lidze. W kolejnych sezonach nie prezentował jednak porównywalnej dyspozycji, wobec czego włodarze klubu nie zdecydowali się na przedłużenie kontraktu.
Z tego względu z końcem sezonu 2014/2015 roku Tongijczyk ponownie zmienił klub, przenosząc się do grającego w tej samej lidze US Montauban. Lilo podpisał roczny kontrakt, z możliwością przedłużenia go o kolejny rok.

## Kariera reprezentacyjna
Mający wówczas 21 lat Lilo wystąpił w dwóch meczach reprezentacji Tonga w rugby league w ramach Pacific Rim Championship. W spotkaniach z Fidżi i Wyspami Cooka grał na pozycji środkowego; zdobył dwa przyłożenia i siedem goli.
Nieco ponad rok później, po zmianie dyscypliny, Vungakoto został włączony do składu reprezentacji w rugby 7 na odbywające się w ramach sezonu 2005/2006 turnieje w Los Angeles i Wellington. Kilka tygodni później wraz z drużyną „siódemek” reprezentował Tonga podczas Igrzysk Wspólnoty Narodów, które rozegrano w Melbourne.
W reprezentacji piętnastoosobowej Lilo zadebiutował 10 lutego 2007 r. w spotkaniu kwalifikacyjnym do Pucharu Świata w Rugby 2007. Tongijczycy wysoko pokonali wówczas Koreę Południową. W czerwcu wziął udział w Pucharze Narodów Pacyfiku, po którym otrzymał powołanie na Puchar Świata. Podczas rozgrywanego we Francji turnieju był podstawowym zawodnikiem swojej drużyny i w opinii komentatorów był wyróżniającym się graczem reprezentacji. Niemal bezpośrednio po odpadnięciu z turnieju Lilo ponownie dołączył do reprezentacji w odmianie siedmioosobowej, z którą wziął udział w turniejach Adelaide Sevens. W tym samym sezonie uczestniczył jeszcze m.in. w turnieju w Hongkongu.
W kolejnych latach Lilo regularnie występował w reprezentacji 15-osobowej, uczestnicząc w kolejnych edycjach Pucharu Narodów Pacyfiku (2008, 2009, 2010, 2011). Najbliżej zwycięstwa Tongijczycy byli w 2011 roku, kiedy uplasowali się za Japończykami tylko ze względu na porażkę w bezpośrednim pojedynku.
Także w 2011 roku Vunga znalazł się w składzie zespołu na Puchar Świata. W trakcie nowozelandzkiego turnieju drużyna „ʻIkale Tahi” co prawda nie zdołała wyjść z grupy, jednak sprawiła jedną z największych niespodzianek w historii mistrzostw, ogrywając 19:14 Francję 19:14.
Kolejnym znaczącym okresem w reprezentacyjnej karierze Lilo był rok 2015, kiedy to odbywała się kolejna edycja pucharu świata. W ramach przygotowań do tej imprezy Tongijczyk po trzech latach przerwy ponownie wziął udział w Pucharze Narodów Pacyfiku, a następnie otrzymał powołanie na rozgrywany w Anglii Puchar Świata. Tam Lilo wystąpił we wszystkich czterech meczach swojej reprezentacji, która jednak wygrała tylko jedno spotkanie, z Namibią i zajęła ostatecznie czwarte miejsce w grupie.